# Dračí kámen
Dračí kámen (v anglickém originále Dragonstone) je první díl sedmé řady seriálu Hra o trůny stanice HBO. V USA měla premiéru 16. července 2017 a v Česku o den později. Režíroval ji Jeremy Podeswa a scénář napsali David Benioff a D. B. Weiss. V epizodě si zahrál známý zpěvák Ed Sheeran, který získal roli jednoho z vojáků, které potkala Arya Stark.

## Děj

### Říční krajiny
Walder Frey (David Bradley) uspořádá hostinu pro své příbuzné a vazaly. Nalije jim víno a oslavuje vítězství nad Starky, své ženě ale pití nepovolí. Všichni, kteří se napijí, umírají otráveni jedem. Pod obličejem Waldera se schovává Arya Stark (Maisie Williamsová), která svoji masku nakonec odloží a Walderově manželce Kitty (Lucy Hayes) rozkáže, aby až se budou lidé ptát, co se stalo, ať řekne, že zima si přišla pro lord Freyů.
Po cestě z Dvojčat Arya narazí na skupinu vojáků, které nezná. Jde o vojsko Lannisterů, ale bez velitele a s přátelskými vojáky. Zpívají společně písně a nabídnou Arye, aby se k nim přidala, což dívka přijímá. Když se jí jeden z vojáků zeptá, proč míří do Králova přístaviště, odpoví, že se chystá zabít královnu, což všichni berou jako vtip.
Sandor Clegane (Rorry McCann) cestuje s Bratrstvem bez praporců, vedeným Bericem Dondarrionem (Richard Dormer) a Thorosem z Myru (Paul Kaye), a nachází opuštěný dům, který ale Ohař poznává: při cestování s Aryou zde přečkali noc a on poté majitele domu a jeho malou dceru okradl. Oba dva v domě najde mrtvé a tak je pohřbí. Na popud Thorose a Berica se pak podívá do ohně, kde vidí místo, kde se Zeď setkává s mořem, a kde prochází tisíce nemrtvých lidí.

### Dračí kámen
Daenerys Targaryen (Emilia Clarkeová) se svojí družinou přijíždí na svůj rodný hrad, Dračí kámen, který je po odchodu Stannise Baratheona zcela opuštěný. Nad stolem s mapou království zahajuje poradu, jak bude invaze pokračovat.

### Zimohrad
Jon (Kit Harington) se Sansou (Sophie Turner) se rozhodují, jak pokračovat proti armádě nemrtvých. Jonův návrh je takový, že proti nemrtvým nepřátelům budou bojovat úplně všichni od 10 do 60 let. A to ženy i muži, protože jediný Jon ví, že se proti nepřátelům na severu musí spojit všichni dohromady. Získá i nové vazaly po svých mrtvých nepřátelích. Sansa od nového krále Severu požaduje, aby Karstarky a Umbery potrestal za to, že zradili Starky a navrhuje tak, odebrat jim rodová sídla a darovat je jiným rodům, které je podpořily proti Ramsaymu. Proti tomu se Jon ostře ohradí a vznikne konflikt. Ani jeden z rodů nakonec potrestán není, protože ti členové, kteří se rozhodli podpořit Boltony, již zemřeli a Jon si myslí, že není spravedlivé, trestat za to jejich mladé děti.

### V Citadele
Sam (John Bradley) jako učeň v Citadele uklízí nočíky a podává oběd. Vůbec ho to ale neuspokojuje. Jako jeden z mála, kdo přežili bílé chodce (a jednoho i zabil), touží po znalostech, jak je zabít. Mistr ho během pitvy navede, aby se postupně dostal do zakázané části knihovny, která je pouze pro mistry. Půjčí si knihy a během volné chvilky s Fialkou (Hannah Murray) a jejím dítětem zjistí, kde lze najít jedinou zbraň, která zničí bílé chodce – dračí sklo – a ihned pošle zprávu Jonovi.
Během své nudné a rutinní práce se setkává s lupusem postiženým Jorahem Mormontem (Iain Glen), který se ho ptá, jestli už Daenerys Targaryen dorazila, na což Samwell odpoví, že neví.

### V Králově přístavišti
Cersei (Lena Headeyová) s Jaimem (Nikolaj Coster-Waldau) řeší nad mapou království, jak pokračovat dál, když si získali tolik nepřátel. Novou pomoc najdou v Euronu Greyjoyovi (Pilou Asbæk), který touží se svým loďstvem zabít svého synovce a neteř. Také si chce vzít novou královnu, ale Cersei jej odmítne, tak se Euron vydá hledat dar, na který Cersei čeká.

### Na Černém hradě
Na Černý hrad, kde je novým lordem velitelem Bolestínský Edd (Ben Crompton), dorazí Meera (Ellie Kendrick) s Brandonem (Isaac Hempstead Wright). Noční hlídka jim otevře bránu, a přestože Edd zpočátku nevěří, že jsou to oba severští malí lordi, nakonec je pouští přes bránu dovnitř.